# Libor Kasík
Libor Kasík (* 29. září 1970, Praha) je kulturní manažer, člen strany ODS a místopředseda její regionální buňky, původní profesí operní pěvec. Od roku 2009 je ředitelem moderního polyfunkčního divadla Uffo v Trutnově a zakladatelem mezinárodního festivalu nového cirkusu Cirk-UFF.

## Život
Narodil se v Praze, základní školu a gymnázium absolvoval v Kladně. Poté vystudoval obor klasický zpěv na Pražské konzervatoři a následně na Hudební akademii múzických umění v Praze absolvoval v oboru hudební management a hudební produkce.
V letech 1995 až 2006 byl profesionálním pěvcem, následně dramaturgem a produkčním hudebních festivalů na Pražském hradě (Jazz na Hradě, Hudba Pražského hradu), poté marketingovým a programovým ředitelem Středočeského divadla Kladno (dnes Městské divadlo Kladno), poté vedoucím komunikace a tiskovým mluvčím města Kladna. Při zaměstnání absolvoval rovněž London School of Public Relations.
Od roku 2009 je ředitelem Společenského centra Uffo v Trutnově. Polyfunkční divadlo Uffo získalo mimo jiné ocenění Stavba roku 2011 nebo TOP INVEST 2011.
V dubnu 2013 Kasík zakázal v Trutnově promítání filmů festivalu Jeden svět, o čemž informovala i Česká televize. Festival s podtitulem „Snášenlivost“ odmítl vpustit do prostor trutnovského kina s odůvodněním osobních antipatií vůči jednomu z organizátorů, Martinu Věchetovi, který je zároveň zakladatelem hudebního Open Air Festivalu TrutnOFF. Festival se tak stal dočasně putovním, zatímco kino v době jeho plánovaného konání zůstalo prázdné.
V roce 2020 byl zařazen mezi 12 českých Hrdinů kulturních a kreativních průmyslů. Tento seriál je součástí projektu Zpracování systému rozvoje a podpory kulturních a kreativních průmyslů Ministerstvem kultury ČR, registrační  číslo CZ.03.4.74/0.0/0.0/15_025/0009160 https://www.culturenet.cz/stalo-se/novy-serial-kreativniho-ceska-hrdinove-kulturnich-a-kreativnich-prumyslu-startuje-12-2/.
Mezinárodní festival nového cirkusu Cirk-UFF, který Libor Kasík založil v roce 2011, byl v roce 2014 vybrán časopisem The Economist jako událost, kterou je třeba v tomto roce vidět v Česku.

## Politické působení
Je předsedou ODS Trutnov, ve volbách do zastupitelstev obcí 2018 zvolen do Zastupitelstva Trutnova a stal se členem Rady města Trutnova. Uspěl rovněž v komunálních volbách 2022 a je členem zastupitelstva a rady města Trutnova https://www.trutnov.cz/cs/mesto/organy-mesta/zastupitelstvo-mesta.html.